# Biejbułat Musajew
Biejbułat Zajnałowicz Musajew (biał. Бейбулат Зайналовіч Мусаеў, ros. Бейбулат Зайналович Мусаев; ur. 8 sierpnia 1977) – rosyjski i białoruski zapaśnik walczący w stylu wolnym. Olimpijczyk z Sydney 2000, gdzie zajął dziewiąte miejsce kategorii 85 kg.
Czwarty na mistrzostwach świata w 2001. Zdobył trzy medale na mistrzostwach Europy w latach 2000 – 2002.